# Hronec
Hronec és un poble i municipi d'Eslovàquia que es troba a la regió de Banská Bystrica.

## Història
La primera menció escrita de la vila es remunta al 1357.

## Demografia
| Godina             | 1994 | 2004   | 2014   | 2024   |
| ------------------ | ---- | ------ | ------ | ------ |
| Nombre de persones | 1159 | 1162   | 1220   | 1121   |
| Diferència         |      | +0,25% | +4,99% | −8,11% |

| Godina             | 2023 | 2024   |
| ------------------ | ---- | ------ |
| Nombre de persones | 1137 | 1121   |
| Diferència         |      | −1,40% |